# Zonsverduistering van 22 juli 2028

Animatie zonsverduistering
op 22 juli 2028

De totale zonsverduistering van 22 juli 2028 trekt veel over land en zal achtereenvolgens te zien zijn in de landen Australië en Nieuw-Zeeland.

## Lengte

### Maximum
Het punt met maximale totaliteit ligt in Australië tussen de plaatsen Mitchell Plateua en Durack en duurt 5m09,7s.

### Limieten
| Fenomeen                    | Code | Tijdstip UTC |
| --------------------------- | ---- | ------------ |
| Eerste contact bijschaduw   | P1   | 00:27:23.1   |
| Eerste contact kernschaduw  | U1   | 01:30:30.7   |
| Kernschaduw compleet vanaf  | U2   | 01:33:21.0   |
| Bijschaduw compleet vanaf   | P2   | Niet         |
| Maximum eclips              | GE   | 02:55:17.8   |
| Bijschaduw compleet t/m     | P3   | Niet         |
| Kernschaduw compleet t/m    | U3   | 04:16:59.1   |
| Laatste contact kernschaduw | U4   | 04:19:53.3   |
| Laatste contact bijschaduw  | P4   | 05:23:00.0   |

## Zichtbaarheid
Onderstaand overzicht toont in chronologische volgorde per land de gebieden waarin de totale verduistering te zien zal zijn :

### Australië
- West-Australië
- Noordelijk Territorium
- Queensland
- Zuid-Australië
- New South Wales

### Nieuw-Zeeland
- Southland
- Otago
- West Coast